# رامون دوکوبو
رامون دوکوبو (انگلیسی: Ramón Docobo؛ زادهٔ ۱۵ سپتامبر ۱۹۶۲) بازیکن فوتبال اهل اسپانیا است.
از باشگاه‌هایی که در آن بازی کرده‌است می‌توان به باشگاه فوتبال دپورتیوو لاکرونیا اشاره کرد.